# Nanc-lès-Saint-Amour
Nanc-lès-Saint-Amour és un municipi francès situat al departament del Jura i a la regió de Borgonya - Franc Comtat. L'any 2007 tenia 279 habitants.

## Demografia

### Població
El 2007 la població de fet de Nanc-lès-Saint-Amour era de 279 persones. Hi havia 112 famílies de les quals 32 eren unipersonals (12 homes vivint sols i 20 dones vivint soles), 36 parelles sense fills, 40 parelles amb fills i 4 famílies monoparentals amb fills.
La població ha evolucionat segons el següent gràfic:
Habitants censats

### Habitatges
El 2007 hi havia 141 habitatges, 116 eren l'habitatge principal de la família, 21 eren segones residències i 4 estaven desocupats. 137 eren cases i 3 eren apartaments. Dels 116 habitatges principals, 104 estaven ocupats pels seus propietaris, 11 estaven llogats i ocupats pels llogaters i 1 estava cedit a títol gratuït; 6 tenien dues cambres, 18 en tenien tres, 33 en tenien quatre i 59 en tenien cinc o més. 93 habitatges disposaven pel capbaix d'una plaça de pàrquing. A 40 habitatges hi havia un automòbil i a 58 n'hi havia dos o més.

### Piràmide de població
La piràmide de població per edats i sexe el 2009 era:
| Homes | Edats   | Dones |
| ----- | ------- | ----- |
| 0     | 95 o +  | 0     |
| 0     | 90 a 94 | 0     |
| 0     | 85 a 89 | 0     |
| 0     | 80 a 84 | 0     |
| 0     | 75 a 79 | 4     |
| 12    | 70 a 74 | 12    |
| 16    | 65 a 69 | 16    |
| 8     | 60 a 64 | 4     |
| 4     | 55 a 59 | 8     |
| 12    | 50 a 54 | 8     |
| 8     | 45 a 49 | 4     |
| 0     | 40 a 44 | 8     |
| 8     | 35 a 39 | 8     |
| 8     | 30 a 34 | 12    |
| 12    | 25 a 29 | 12    |
| 0     | 20 a 24 | 0     |
| 0     | 15 a 19 | 8     |
| 8     | 10 a 14 | 8     |
| 0     | 5 a 9   | 20    |
| 16    | 0 a 4   | 4     |

## Economia
El 2007 la població en edat de treballar era de 170 persones, 120 eren actives i 50 eren inactives. De les 120 persones actives 114 estaven ocupades (64 homes i 50 dones) i 5 estaven aturades (2 homes i 3 dones). De les 50 persones inactives 21 estaven jubilades, 16 estaven estudiant i 13 estaven classificades com a «altres inactius».

### Ingressos
El 2009 a Nanc-lès-Saint-Amour hi havia 118 unitats fiscals que integraven 282 persones, la mediana anual d'ingressos fiscals per persona era de 18.164 €.

### Activitats econòmiques
Dels 11  establiments que hi havia el 2007, 4 eren d'empreses de fabricació d'altres productes industrials, 2 d'empreses de construcció, 2 d'empreses de comerç i reparació d'automòbils, 2 d'empreses financeres i 1 d'una empresa de serveis.
Dels 3 establiments de servei als particulars que hi havia el 2009, 1 era un taller de reparació d'automòbils i de material agrícola, 1 paleta i 1 lampisteria.
L'any 2000 a Nanc-lès-Saint-Amour hi havia 11 explotacions agrícoles que ocupaven un total de 243 hectàrees.

## Poblacions més properes
El següent diagrama mostra les poblacions més properes.